# De Pretore Vincenzo
De Pretore Vincenzo è una commedia in due atti e sei quadri di Eduardo De Filippo rappresentata la prima volta nel 1957 e inserita dallo stesso autore nel gruppo di opere che ha chiamato Cantata dei giorni dispari.

## Trama

### Atto I

#### Quadro I
Appartamento di De Pretore Vincenzo
De Pretore Vincenzo è un ladruncolo che, grazie ai proventi dei suoi piccoli furti, riesce a condurre una vita comoda. Ninuccia, una giovanissima serva innamorata di lui, gli pone un ultimatum: se lui non la sposerà, lei si ucciderà. Per affascinare la fanciulla, De Pretore le racconta di venire da Melizzano, un paese dell'entroterra napoletano, dove era stato allevato da due umili servitori di nome Maria e Giuseppe; la madre adottiva lo aveva preso con sé dopo che Vincenzo era stato scaricato da una lussuosa auto insieme a un antico, prezioso anello che proverebbe la sua appartenenza a una nobile famiglia. Egli è quindi convinto di essere nobile e, conformemente al suo rango, desidera sposare una donna facoltosa, non certo una povera sguattera come Ninuccia. In realtà anche lui ama la giovane, ma intende sposarla solo dopo essersi arricchito col suo lavoro; poco dopo, tuttavia, Vincenzo verrà arrestato dai carabinieri.

#### Quadro II
Una piazzetta della vecchia Napoli
Ninuccia attende il rilascio di Vincenzo presso una statua malridotta di san Giuseppe; all'arrivo del suo amato, la fanciulla gli propone di affidare la sua vita alla protezione di un santo; Vincenzo sceglie come protettore san Giuseppe. Rimasto solo con la statua, in un colloquio semiserio le promette un sontuoso restauro se lo aiuterà nel suo mestiere di ladro. Vincenzo viene subito esaudito: nella piazza arrivano dei turisti stranieri, che il giovane deruba facilmente. Subito Vincenzo tiene fede al suo voto, accendendo un cero al santo.

### Atto II

#### Quadro III
La stessa piazzetta, addobbata e infiorata
Tempo dopo aver fatto il voto, Vincenzo si è arricchito rubando sfacciatamente a destra e a manca, e contemporaneamente offre grandi ceri "per grazia ricevuta" al santo, convinto che la sacra protezione lo renda invisibile alle vittime. Tuttavia, quando sottrae la borsa a un impiegato di banca, questi reagisce sparandogli e ferendolo a morte.

#### Quadro IV
Melizzano/Paradiso
De Pretore si trova improvvisamente in una versione onirica di Melizzano, di fronte al palazzo dove ha vissuto la sua infanzia; chiede di entrare mostrando il suo anello come segno della sua nobile discendenza, ma ottiene un rifiuto. Arriva Ninuccia, con indosso abiti signorili: dai suoi discorsi Vincenzo comprende di essere morto, e decide di entrare in Paradiso.

#### Quadro V
Castello di Melizzano/Paradiso
Arrivato in Paradiso, il ladruncolo si trova a dover convincere san Pietro della sua buona fede; per riuscirci si appella alla protezione della Madonna, che ha l'aspetto della madre adottiva e di san Giuseppe, che ha le sembianze del tabaccaio della piazzetta, altra vittima dei suoi furti. La discussione si estende presto a tutti gli altri santi del Paradiso, fino a giungere al cospetto di Dio. Questi vorrebbe cacciare il delinquente, ma De Pretore insiste per raccontargli la sua triste storia; impietosito, il Signore comanda che egli rimanga al suo cospetto, ma in quell'istante il Paradiso svanisce.

#### Quadro VI
Una squallida stanzetta di pronto soccorso
Vincenzo, assistito da una disperata Ninuccia, viene interrogato da un agente di polizia, ma riesce a malapena a nominare il Paradiso, prima di spirare. Quando un infermiere le si avvicina per chiederle che parentela avesse con lui, Ninuccia nega di averne.

## Storia della commedia

Il teatro Valle nella Roma degli anni cinquanta

In una intervista Luciano Lucignani, critico teatrale, narra come nacque questa commedia di Eduardo. Egli nel 1956 aveva letto un poemetto di Eduardo scritto nel 1948 intitolato "Vincenzo De Pretore" e gli era subito apparso chiaro come questo testo potesse essere facilmente tradotto in una commedia. Ne aveva parlato con lo stesso autore che stranamente aveva subito accettato l'idea.
Per una serie d'impegni di Eduardo che avevano ritardato la realizzazione del progetto i due finalmente si ritrovarono a Parigi, in un albergo del Lungosenna per scrivere il copione. Lucignani racconta che dopo aver riflettuto per pochi minuti Eduardo disse: "Atto primo scena prima", cominciando a dettare il testo della commedia come se lo avesse già completo nella sua mente. Si interrompeva solo per certe osservazioni di Lucignani, che accettava di buon grado modificando il testo che alla fine non era altro che la traduzione in prosa dei versi del poemetto. Il primo atto fu terminato in una quindicina di giorni. Nel frattempo Eduardo seguiva le prove pomeridiane della sua commedia Questi fantasmi! che doveva andare in scena a Parigi e quindi si lavorava alla nuova commedia solo la mattina. Dopo il grande successo della rappresentazione parigina, tornato a Roma, Eduardo concluse in una settimana il secondo atto.
Lucignani nel frattempo aveva preparato l'allestimento al teatro dei Servi a Roma di proprietà di religiosi, dove, scritto in breve tempo anche il terzo atto, la commedia andò in scena con il titolo di "De Pretore Vincenzo" ; titolo diverso dal poemetto, poiché Eduardo ne voleva mettere in rilievo il modo popolare, alla napoletana, di presentarsi facendo precedere il cognome al nome. Il terzo atto dava qualche preoccupazione agli impresari: secondo loro aveva qualcosa di blasfemo con quel Padreterno che era simile a un commissario di polizia e con gli angeli che lo attorniavano raffigurati come dei poliziotti. Senza considerare la "scandalosa" scena iniziale, sia pure interrotta prima della naturale conclusione, dove Ninuccia, quasi antesignana di certe tematiche femministe, accetta, messa alla prova da De Pretore che vuole saggiare la sua ingenuità, di fare l'amore con il giovane senza badare, lei sinceramente religiosa, a vincoli sacri matrimoniali.
Certo il messaggio che veniva dalla commedia non era sicuramente gradito alla gerarchia ecclesiastica: puntualmente i giornali cattolici attaccarono ferocemente la commedia, che pure aveva avuto un enorme successo. Perciò i religiosi proprietari del teatro li costrinsero ad andarsene e a trovarne uno nuovo che fu il Valle di Roma, dove però, dopo una settimana, dovettero interrompere le rappresentazioni poiché non si aveva di che pagare l'affitto.
La commedia aveva dato grandi soddisfazioni per il successo di pubblico ottenuto ma scarso fu il risultato economico. Eduardo, che era rimasto molto amareggiato da questa vicenda, fu invece difeso dalla stampa di sinistra e da quel momento incominciò a spostarsi, lui che non aveva precise idee politiche, verso l'area culturale della sinistra. In certe sue commedie successive a De Pretore Vincenzo, ancora si percepisce questo suo malanimo verso quel clero cattolico che aveva ostacolato il successo della commedia.

## Analisi della commedia

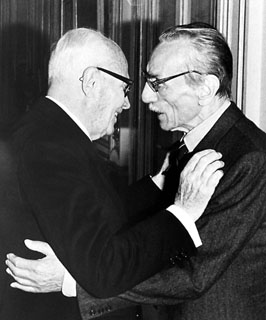
Il Presidente della Repubblica Sandro Pertini e il senatore Eduardo De Filippo

Il tema della giustizia è centrale in questa commedia, come in altre commedie di Eduardo.
Egli ci racconta come fosse stato ispirato per il poemetto da cui è tratto il dramma da un avvenimento a cui a 14 anni aveva assistito al tribunale di Napoli: «Mi viene alla memoria quando vidi in una mattinata d'inverno, quelle squallide aule della Sezione Penale: tre ragazzi napoletani, smunti, magri, laceri, sudati, sporchi, incatenati tutti e tre con catene e bracciali non so se di acciaio o di ferro, dovevano essere giudicati per dei furtarelli, penso fossero stati scippi commessi chissà quanto tempo prima. Quello che mi rimase veramente impresso fu questo: il primo ladruncolo fu giudicato e condannato, ma non poté rassegnarsi che fossero giudicati anche gli altri due incatenati con lui ... Naturalmente, tra una sentenza e l'altra passa del tempo, perché in tribunale hanno fatto l'abitudine a questi disgraziati, non fanno più pena a nessuno; ... e quindi il magistrato impartiva ordini, l'usciere parlava forte di cose sue con altre persone, c'era l'indifferenza, ecco, nei confronti del ragazzo condannato, il quale ad un certo punto si alzò e disse: «Io me ne voglio andare. Mi avete condannato fatemi portare via. Basta qua non ci voglio restare.» Non gli dettero ascolto, anzi l'obbligarono a sedersi. Improvvisamente nel giovane esplosero violente la rabbia, la ribellione; per sfogarle si batté le catene e i bracciali sulla fronte, così forte che schizzi di sangue macchiarono le pareti e il suo viso divenne una maschera di sangue. Nemmeno allora fu portato via... Il presidente fece sgomberare l'aula, tutti uscirono, e io pure fui contento di tornare a respirare aria libera. Fu un'esperienza tremenda per me.»
De Pretore, è vero, è un mariuolo, ma ha una sua filosofia che lo giustifica agli occhi di Eduardo: «Qui sulla terra... c'è tanta gente che il bene se lo butta per la faccia, che non guarda se spende dieci o mille, che se spende mille, nel momento stesso che le ha spese, non ci pensa più. Allora...se io tolgo cinquecento a quello che spende mille, quale è il male che gli faccio? Io ho rubato...così senza orientamento, alla "come succede", ma...[dice rivolto al santo della piazzetta] se voi mi fate incontrare sulla mia strada persone come quelle che vi ho detto prima, io posso prendere da loro quello che mi serve senza avere nessuno scrupolo di coscienza» Quindi egli giustamente ruba senza scrupolo di coscienza perché ruba per vivere e se muore per rubare questo lo deve assolvere agli occhi del Signore.
Ma il cielo non bada a quello che è accaduto a De Pretore, neppure san Giuseppe il suo protettore (poiché c'è bisogno di protettori che ti raccomandino ai "signori" in terra e in cielo), si è accorto di nulla quando lo hanno ucciso, eppure il giovane lo ha onorato con candele e preghiere. Ma persino lo stesso Signore è lontano dalle faccende umane della povera gente. De Pretore quando gli racconta la sua vita gli deve addirittura spiegare, a lui che è onnisciente, che vuol dire "figlio di padre ignoto" anche se poi è una strana definizione questa poiché macchia la reputazione sociale dei figli innocenti e salva quella dei padri colpevoli.
Qual è la colpa di De Pretore? Di essere vissuto come un ignorante, se avesse potuto andare a scuola forse la sua vita sarebbe stata diversa. È questo un tema che stette particolarmente a cuore a Eduardo che s'interessò molto del fenomeno napoletano della delinquenza giovanile. Da senatore a vita s'impegnò per questi giovani delinquenti che aveva visitato e con cui aveva parlato all'Istituto di rieducazione dei minori del Filangieri di Napoli e che cercò di aiutare concretamente devolvendo una grande somma e i guadagni delle sue recite per questi giovani napoletani che, come dice Ninuccia, al termine della commedia, sono considerati dalla società: «Nessuno».